# Пионовая беседка (фильм)
«Пионовая беседка» (кант. иер. 遊園驚夢, транскр. Youyuan jingmeng, англ. The Peony Pavilion) — китайская мелодрама 2001 года режиссёра Юньфаня. Название фильма происходит от одноимённой китайской пьесы «Пионовая беседка» XVI века времён династии Мин, традиционно представляемой в виде куньцюй (китайской оперы). Не имея с оперой прямых связей сюжета, фильм, тем не менее, широко использует её музыку и образы.

## Сюжет
История происходит в 1930-х годах в Сучжоу. Джейд, талантливая и очень красивая исполнительница китайской оперы, становится официальной пятой наложницей богатого и знатного господина. Она поселяется в его дворце. Но жизнь там уныла и однообразна. Лишь общение с Лань, кузиной господина, приносит Джейд радость. Лань свободолюбива и независима. Она стала учительницей в народной школе, считая, что сможет таким образом помочь стране. Но время от времени она заглядывает во дворец к своему богатому родственнику, принимает участие в здешних торжествах и праздниках. Лань с самого начала была поражена красотой Джейд, её искусством пения.
Дела господина идут всё хуже и хуже, он проматывает своё богатство, уходя в мир опиумных дурманов. В конце концов, Джейд вместе с дочерью вынуждена оставить дом господина. Ей некуда податься, и она просит Лань приютить её, на что та радостно соглашается. Их утончённая декадентская связь нарушается, когда Лань заводит роман с Сином, школьным инспектором. Джейд смиренно принимает это, хотя сердце её разбито. Лань также не находит себе места. Но Син бросает Лань. Подруги снова вместе, и уже ничто их не разлучит.

## Актёрский состав
| В ролях                        |  | Персонаж          |
| ------------------------------ |  | ----------------- |
| Риэ Миядзава (宮沢りえ (里惠)) |  | Гу Цуйхуа (Джейд) |
| Джои Вон (王祖賢)              |  | Жун Лань          |
| Дэниел Ву (У Яньцзу) (吳彥祖)  |  | Син Чжиган        |

## Награды
Фильм получил следующие награды:
| Награды                  | Награды | Награды                                                             | Награды                               | Награды          |
| ------------------------ | ------- | ------------------------------------------------------------------- | ------------------------------------- | ---------------- |
| Фестиваль / Премия       | Год     | Награда                                                             | Категория                             | Победитель       |
| Golden Bauhinia Awards   | 2002    | Golden Bauhinia                                                     | Лучшая операторская работа            | Генри Чжун       |
| Hong Kong Film Award     | 2002    | Hong Kong Film Award                                                | Лучшая работа художника по костюмам   | Юньфань          |
| Московский кинофестиваль | 2001    | Приз Жюри международной кинокритики (ФИПРЕССИ) «Cepeбряный Георгий» | Специальное упоминание Лучшая актриса | Юньфань 宮沢りえ |